# Gymnocalycium ritterianum
Gymnocalycium ritterianum ist eine Pflanzenart in der Gattung Gymnocalycium aus der Familie der Kakteengewächse (Cactaceae). Das Artepitheton ritterianum ehrt den deutschen Kakteenspezialisten Friedrich Ritter.

## Beschreibung
Gymnocalycium ritterianum wächst einzeln oder gelegentlich sprossend mit grünen, etwas purpurfarben überhauchten, abgeflacht kugelförmigen Trieben und erreicht bei Durchmessern von bis zu 11 Zentimetern Wuchshöhen von 3 bis 4 Zentimeter. Die zehn bis zwölf Rippen sind quer gefurcht und in Höcker mit kinnartigem Vorsprung gegliedert. Manchmal ist ein zurückgebogener Mitteldorn vorhanden. Die sieben bis neun etwas rosabraunen Randdornen sind bis zu 2,5 Zentimeter lang. Einer von ihnen ist abwärts gerichtet, die übrigen seitwärts.
Die breit trichterförmigen, glänzend weißen oder hell- bis mittelrosafarbenen Blüten besitzen einen violettrosafarbenen Schlund. Sie erreichen eine Länge von bis zu 6,5 Zentimeter und einen Durchmesser von 7,5 Zentimeter. Die birnenförmigen Früchte sind bläulich.

## Verbreitung, Systematik und Gefährdung
Gymnocalycium ritterianum ist in der argentinischen Provinz La Rioja in Höhenlagen von 1500 bis 2200 Metern verbreitet.
Die Erstbeschreibung erfolgte 1972 durch Walter Rausch.
In der Roten Liste gefährdeter Arten der IUCN wird die Art als „Least Concern (LC)“, d. h. als nicht gefährdet geführt.

## Nachweise